# トマス・グレイ (初代ドーセット侯爵)

グレイ家の紋章

初代ドーセット侯トマス・グレイ（Thomas Grey, 1st Marquess of Dorset, 1455年 - 1501年9月20日）は、イングランド貴族で廷臣。エリザベス・ウッドヴィルと最初の夫ジョン・グレイ・オブ・グロービーの長男。母エリザベスはエドワード4世との2度目の結婚でイングランド王妃となり、国王の継子としてグレイの宮廷および王国における地位は高まった。母の尽力で、裕福な相続人である国王の姪アン・ホランドと最初に結婚し、国王の従妹の第7代ハリントン女男爵セシリー・ボンヴィルと2度目に結婚した。セシリー・ボンヴィルとの間に14人の子供が生まれた。

## 生涯
トマス・グレイは、1455年にロンドン近郊のウェストミンスター宮殿の近くで生まれた。レスターシャーのグロービーのジョン・グレイ（1432年頃 - 1461年）と、後にエドワード4世の王妃となったエリザベス・ウッドヴィルの長男である。
母エリザベス・ウッドヴィルは、トマスに裕福な結婚相手や被後見人を見つけるなど、当時の貴族階級においては慣習的な方法でトマスの領地を拡大させようと努めた。トマスはまた、1471年のテュークスベリーの戦いで戦い、エドワード4世の寵愛を得た。トマスは2番目の妻セシリー・ボンヴィルの権利により、ハリントン卿およびボンヴィル卿となった。1475年にドーセット侯爵に叙せられ、ガーター騎士団の騎士および枢密顧問官でもあった。
義父エドワード4世が亡くなると、トマスは一族の地位を維持できなくなった。ウッドヴィル家が摂政となることは不可能であった。内部抗争、特にレスターシャーにおけるグレイ家とヘイスティングス家の間の長年の覇権争いが、今や国全体の問題となった。エドワード4世とエリザベス・ウッドヴィルの息子たちが庶子と宣言された後、リチャード3世が王位に就いた。グレイ家はエドワード4世派であった。
1483年6月25日、議会はリチャード3世を正当な国王と宣言し、トマスの叔父である第2代リヴァーズ伯アンソニー・ウッドヴィルと弟のリチャード・グレイは処刑された。夏の終わりに、異母弟のエドワード5世とヨーク公リチャードが殺害されたと知り、トマスはリチャード3世に対するバッキンガム公の反乱に参加した。反乱が失敗すると、トマスはブルターニュに逃げ、ヘンリー・テューダーに合流した。ヘンリー・テューダーはトマスの異母妹であるエリザベス・オブ・ヨークと結婚し、ヨーク家とランカスター家の分裂を修復することを誓った。
しかし、ヘンリーとランカスター軍がイングランド侵攻（1485年8月に最終的に成功した）を開始する直前、トマスは母がリチャード3世と和解したというイングランドからの噂を聞き、ヘンリー・テューダーを見捨てるよう説得された。トマスはイングランドに向かう途中コンピエーニュで捕らえられ、侵攻やその後のリチャード3世の廃位には関与しなかった。トマスは代わりに、フランス政府からヘンリー・テューダーに貸した借金の返済の担保としてパリに監禁され、ヘンリー7世が無事イングランド王に即位するまで帰国できなかった。
その後、ヘンリー7世はトマスの異母弟を管理下におくことに細心の注意を払い、トマスは以前の影響力を取り戻すことは許されなかったが、権利の剥奪は取り消された。トマスは1487年にランバート・シムネルの反乱の際にロンドン塔に監禁され、ストーク・フィールドの戦いでテューダー家が勝利するまで解放されなかった。1492年に国王のフランス遠征に同行したが、反逆罪を犯さないことを誓約する書面を提出しなければならなかった。1497年にはコーンウォール反乱の鎮圧に協力することを許可された。
トマス・グレイは1501年9月20日にロンドンで46歳で亡くなり、ウォリックシャーのアストリーの教会に埋葬された。未亡人となったセシリー・ボンヴィルはグレイの従兄弟で後にウィルトシャー伯となったヘンリー・スタッフォードと再婚した。

## 結婚と子女
母エリザベスはトマスを裕福な相続人と結婚させた。トマスはまず1466年10月にグリニッジで、第3代エクセター公ヘンリー・ホランドとアン・オブ・ヨークの一人娘、アン・ホランド（1461年 - 1474年頃）と結婚した。義母は第3代ヨーク公リチャード・プランタジネットとセシリー・ネヴィルの第2子、生き残った最年長の娘で、母の2番目の夫エドワード4世の妹にあたる。
アン・ホランドが子供を残さずに若くして亡くなった後、トマスは1474年9月5日に教皇の許可を得て、イングランドで最も裕福な相続人である第7代アルディンガムのハリントン女男爵、第2代ボンヴィル女男爵、セシリー・ボンヴィルと再婚した。1461年に生まれたセシリー・ボンヴィルは、第6代ハリントン男爵ウィリアム・ボンヴィルとその妻で第5代ソールズベリー伯リチャード・ネヴィルの娘キャサリン・ネヴィルの娘であり相続人であった。キャサリンはウォリック伯リチャード・ネヴィルの妹であり、したがってウォリック伯の娘たちの叔母であった。
トマスは2番目の妻との間に7人の息子と7人の娘をもうけた。
- エドワード - 父に先立ち死去、アン・ジャーニンガムと結婚
- アンソニー - 父に先立ち死去
- トマス（1477年 - 1530年） - 2代ドーセット侯、ジェーン・グレイの父である初代サフォーク公ヘンリー・グレイを含む4人の息子と4人の娘がいた[8]。
- リチャード - フローレンス・プジーと結婚。弟サー・ジョン・グレイの遺書で確認される[7][9]。
- ジョン - 最初にエリザベス・ケイツビーと、2度目にアン・バーリーと結婚
- レオナルド（1490年頃 - 1541年6月28日[10]） - 初代グレーン子爵。兄サー・ジョン・グレイの遺書で確認される[9]。
- ジョージ - 聖職者。兄サー・ジョン・グレイの遺書で確認される[7][9]。
- セシリー（1554年4月28日に聖マーガレット教会に埋葬される）[11] - 3代ダドリー男爵ジョン・サットンと結婚[12]
- ブリジット[7] - 早世
- ドロシー（1480年 - 1552年）[13] - 2代ウィロビー男爵ロバート・ウィロビーと結婚、4代マウントジョイ男爵ウィリアム・ブラントと再婚[12]
- エリザベス（1497年頃 - 1548年以降） - 9代キルデア伯ジェラルド・フィッツジェラルドと結婚[7]
- マーガレット - エスクァイアのリチャード・ウェイクと結婚[7]。兄サー・ジョン・グレイの遺書で確認される[7][9]。
- エリナー（1503年12月以前没） - サー・ジョン・アランデル・オブ・ランヘルン（1474年 - 1545年）と結婚[14]
- メアリー（1493年 - 1538年2月22日）[15][16] - 初代ヘレフォード子爵ウォルター・デヴァルーと結婚[7]

## 称号
- アストリー男爵 - 1461年に父より継承
- ハンティンドン伯 - 1471年に創設、1475年に返還。後に2代ペンブルック伯ウィリアム・ハーバートに与えられた。
- ハリントン卿およびボンヴィル卿 - 1474年より、妻の権利による。
- ドーセット侯 - ハンティンドン伯位の代わりに1475年5月14日に創設
- グロービーのフェラーズ卿 - 1483年に祖母エリザベス・フェラーズより継承
- 1484年にリチャード3世を追放しようとして私権剥奪される
- ヘンリー7世によって私権剥奪が解除された後、ドーセット侯、グロービーのフェラーズ卿、ボンヴィル卿およびハリントン卿と称された。